# Ronda Élite a la Eurocopa Sub-17 2005
La Ronda Élite a la Eurocopa Sub-17 2005 contó con la participación de 28 selecciones infantiles de Europa, de las cuales 25 provienen de la ronda anterior.
El vencedor de cada grupo clasifica a la fase final del torneo a celebrarse en Italia junto al país anfitrión.

## Grupo 1
Los partidos se jugaron en España del 29 de marzo al 4 de abril.
| País      | J | G | E | P | GF | GC | Pts |
| --------- | - | - | - | - | -- | -- | --- |
| Suiza     | 3 | 2 | 1 | 0 | 6  | 3  | 7   |
| España    | 3 | 2 | 1 | 0 | 3  | 1  | 7   |
| Dinamarca | 3 | 0 | 1 | 2 | 2  | 4  | 1   |
| Polonia   | 3 | 0 | 1 | 2 | 2  | 5  | 1   |

| Equipo 1  | Resultado | Equipo 2  |
| --------- | --------- | --------- |
| España    | 1-0       | Dinamarca |
| Suiza     | 3-1       | Polonia   |
| España    | 1-1       | Suiza     |
| Dinamarca | 1-1       | Polonia   |
| Polonia   | 0-1       | España    |
| Dinamarca | 1-2       | Suiza     |

## Grupo 2
Los partidos se jugaron en Inglaterra del 26 al 30 de marzo.
| País                | J | G | E | P | GF | GC | Pts |
| ------------------- | - | - | - | - | -- | -- | --- |
| Inglaterra          | 3 | 3 | 0 | 0 | 9  | 3  | 9   |
| Serbia y Montenegro | 3 | 2 | 0 | 1 | 9  | 5  | 6   |
| Irlanda             | 3 | 1 | 0 | 2 | 5  | 6  | 3   |
| Irlanda del Norte   | 3 | 0 | 0 | 3 | 2  | 11 | 0   |

| Equipo 1            | Resultado | Equipo 2            |
| ------------------- | --------- | ------------------- |
| Inglaterra          | 3-1       | Serbia y Montenegro |
| Irlanda del Norte   | 1-2       | Irlanda             |
| Inglaterra          | 3-0       | Irlanda del Norte   |
| Serbia y Montenegro | 2-1       | Irlanda             |
| Irlanda             | 2-3       | Inglaterra          |
| Irlanda del Norte   | 1-6       | Serbia y Montenegro |

## Grupo 3
Los partidos se jugaron en Croacia del 15 al 19 de marzo.
| País     | J | G | E | P | GF | GC | Pts |
| -------- | - | - | - | - | -- | -- | --- |
| Croacia  | 3 | 2 | 1 | 0 | 5  | 3  | 7   |
| Ucrania  | 3 | 1 | 2 | 0 | 4  | 1  | 5   |
| Portugal | 3 | 1 | 0 | 2 | 3  | 5  | 3   |
| Hungría  | 3 | 0 | 1 | 2 | 1  | 4  | 1   |

| Equipo 1 | Resultado | Equipo 2 |
| -------- | --------- | -------- |
| Hungría  | 1-2       | Croacia  |
| Portugal | 0-3       | Ucrania  |
| Hungría  | 0-2       | Portugal |
| Croacia  | 1-1       | Ucrania  |
| Portugal | 1-2       | Croacia  |
| Ucrania  | 0-0       | Hungría  |

## Grupo 4
Los partidos se jugaron en Bulgaria del 27 al 31 de marzo.
| País        | J | G | E | P | GF | GC | Pts |
| ----------- | - | - | - | - | -- | -- | --- |
| Bielorrusia | 3 | 2 | 0 | 1 | 5  | 2  | 6   |
| Rusia       | 3 | 2 | 0 | 1 | 5  | 4  | 6   |
| Bulgaria    | 3 | 1 | 0 | 2 | 3  | 4  | 3   |
| Finlandia   | 3 | 1 | 0 | 2 | 3  | 6  | 3   |

| Equipo 1    | Resultado | Equipo 2    |
| ----------- | --------- | ----------- |
| Bulgaria    | 2-0       | Finlandia   |
| Rusia       | 0-2       | Bielorrusia |
| Bielorrusia | 3-1       | Bulgaria    |
| Finlandia   | 2-4       | Rusia       |
| Rusia       | 1-0       | Bulgaria    |
| Bielorrusia | 0-1       | Finlandia   |

## Grupo 5
Los partidos se jugaron en Austria del 26 al 30 de marzo.
| País    | J | G | E | P | GF | GC | Pts |
| ------- | - | - | - | - | -- | -- | --- |
| Israel  | 3 | 2 | 1 | 0 | 3  | 1  | 7   |
| Grecia  | 3 | 2 | 0 | 1 | 3  | 2  | 6   |
| Rumania | 3 | 1 | 1 | 1 | 2  | 2  | 4   |
| Austria | 3 | 0 | 0 | 3 | 1  | 4  | 0   |

| Equipo 1 | Resultado | Equipo 2 |
| -------- | --------- | -------- |
| Rumania  | 0-1       | Grecia   |
| Israel   | 1-0       | Austria  |
| Austria  | 0-1       | Rumania  |
| Grecia   | 0-1       | Israel   |
| Israel   | 1-1       | Rumania  |
| Austria  | 1-2       | Grecia   |

## Grupo 6
Los partidos se jugaron en Turquía del 15 al 19 de marzo.
| País       | J | G | E | P | GF | GC | Pts |
| ---------- | - | - | - | - | -- | -- | --- |
| Turquía    | 3 | 3 | 0 | 0 | 6  | 1  | 9   |
| Escocia    | 3 | 1 | 0 | 2 | 4  | 3  | 3   |
| Azerbaiyán | 3 | 1 | 0 | 2 | 2  | 6  | 3   |
| Francia    | 3 | 1 | 0 | 2 | 1  | 3  | 3   |

| Equipo 1   | Resultado | Equipo 2   |
| ---------- | --------- | ---------- |
| Francia    | 0-1       | Turquía    |
| Escocia    | 3-0       | Azerbaiyán |
| Azerbaiyán | 2-0       | Francia    |
| Turquía    | 2-1       | Escocia    |
| Escocia    | 0-1       | Francia    |
| Azerbaiyán | 0-3       | Turquía    |

## Grupo 7
Los partidos se jugaron en Alemania del 26 al 30 de enero.
| País            | J | G | E | P | GF | GC | Pts |
| --------------- | - | - | - | - | -- | -- | --- |
| Países Bajos    | 3 | 2 | 0 | 1 | 8  | 4  | 6   |
| Alemania        | 3 | 2 | 0 | 1 | 8  | 4  | 6   |
| República Checa | 3 | 2 | 0 | 1 | 5  | 3  | 6   |
| Letonia         | 3 | 0 | 0 | 3 | 0  | 10 | 0   |

| Equipo 1        | Resultado | Equipo 2        |
| --------------- | --------- | --------------- |
| Letonia         | 0-4       | Países Bajos    |
| República Checa | 1-2       | Alemania        |
| Alemania        | 4-0       | Letonia         |
| Países Bajos    | 1-2       | República Checa |
| República Checa | 2-0       | Letonia         |
| Países Bajos    | 3-2       | Alemania        |